# Бортен, Крэйг
Крэйг Бортен (англ. Craig Borten) — сценарист. Бортен и его партнёр-сценарист Мелисса Уоллэк были номинированы на премию «Оскар» за лучший оригинальный сценарий к фильму 2013 года «Далласский клуб покупателей».